# Mario Llamas
Mario Llamas González (ur. 30 marca 1928 w Meksyku, zm. 17 czerwca 2014) – meksykański tenisista, medalista igrzysk panamerykańskich, reprezentant w Pucharze Davisa.

## Kariera tenisowa

### Puchar Davisa
W kadrze narodowej w Pucharze Davisa debiutował w sierpniu 1951 w przegranym spotkaniu z Amerykanami, ulegając w grze pojedynczej Herbertowi Flamowi, a potem Vicowi Seixasowi. Również przez kolejne dwa sezony nie udało mu się wygrać pojedynku singlowego (uległ m.in. dwukrotnie Kanadyjczykowi Mainowi), ale w 1954 pełnił już w reprezentacji rolę lidera, notując wygrane nad Japończykami Kamo i Miyagi oraz Kanadyjczykami Mainem i Willeyem, co pozwoliło Meksykanom dojść aż do finału strefy amerykańskiej. W strefowym finale przeciwko Amerykanom Llamas nie był tak skuteczny, przegrał bowiem i z Seixasem, i z Trabertem. W kolejnych latach grał w zespole narodowym ze zmiennym szczęściem, np. w 1958 w Warszawie pokonał Licisa, ale uległ Skoneckiemu (Meksyk przegrał mecz 2:3). Rok później Llamas odnotował swoje najbardziej prestiżowe zwycięstwo w zespole narodowym, pokonał bowiem w trzech setach przyszłego dwukrotnego zdobywcę Wielkiego Szlema, Australijczyka Lavera; Meksykanie ulegli jednak ostatecznie Australijczykom, zaś Llamas przegrał w grze pojedynczej z Emersonem, a w deblu w parze z Tonym Palafoxem z Emersonem i Fraserem.
W 1962 Llamas, któremu nadano przydomek „El Ferrocarrilero” , miał znaczący udział w największym sukcesie Meksyku w historii jego startów w Pucharze Davisa. W silnej ekipie pod wodzą kapitana Pancho Contrerasa, obok młodszych o dekadę zwycięzców imprez wielkoszlemowych Osuny i Palafoxa, pełnił raczej rolę rezerwowego, ale wystąpił w tymże roku w zwycięskim półfinale strefowym przeciw Amerykanom (przegrał w pięciu setach z McKinleyem), w finale strefy amerykańskiej przeciw Jugosławii oraz w finale międzystrefowym przeciwko Indiom (pokonał Premjita Lalla). Został również powołany przez Contrerasa na mecz „challenge round”, czyli faktyczny mecz o trofeum z ubiegłorocznymi zwycięzcami – Australijczykami Hopmana – zwolnionymi z obowiązków eliminacyjnych; na kort w decydującym spotkaniu nie wyszedł, zaś Osunie i Palafoxowi nie udało się wygrać żadnego pojedynku. Tym samym kariera reprezentacyjna Llamasa zamknęła się na zwycięstwie nad Hindusem Lallem; zagrał łącznie w 21 meczach międzypaństwowych, uzyskując bilans w grze pojedynczej negatywny (15 wygranych, 20 porażek), a w grze podwójnej – pozytywny (6 wygranych, 3 porażki). Jego partnerami w deblu w zespole narodowym byli Pancho Contreras, Tony Palafox, Gustavo Palafox i Manuel Galeana.
Krótko przed śmiercią, w kwietniu 2014 odebrał nagrodę Międzynarodowej Federacji Tenisowej za zaangażowanie w Pucharze Davisa (Davis Cup Commitment Award), przyznawaną za udział w co najmniej 20 meczach międzypaństwowych.

### Turnieje wielkoszlemowe
W Wielkim Szlemie najlepsze wyniki Llamas zanotował w 1960, kiedy był w III rundzie mistrzostw Francji (pokonał m.in. Patty'ego, przegrał z Pietrangelim) i IV rundzie (1/8 finału) Wimbledonu (wygrał m.in. z leworęcznym Australijczykiem Phillipsem-Moore, odpadł po czterosetowym meczu z Emersonem). Rok później był w Paryżu rozstawiony z numerem 13. i doszedł do 1/8 finału – w I rundzie miał wolny los, a po wygranych nad Andrzejem Licisem i Ingo Budingiem uległ Szwedowi Lundqvistowi. W III rundzie (1/16 finału) turnieju paryskiego był jeszcze w 1958 (odpadł z Drobným) i 1962 (przegrał z Emersonem). W 1961 odpadł w II rundzie Wimbledonu z Amerykaninem Froehlingiem. W mistrzostwach USA grał tylko kilka razy, w 1953 przegrał w pierwszym meczu z reprezentantem gospodarzy Artem Larsenem, w 1956 doszedł do II rundy. W 1957 osiągnął III rundę w wimbledońskim turnieju pocieszenia (Wimbledon Plate), przegrał z Gordonem Forbesem .
W grze podwójnej był ćwierćfinalistą Wimbledonu w 1958 w parze z Contrerasem; Meksykanie ulegli wówczas Włochom Siroli i Pietrangelemu. W 1960 również z Contrerasem doszedł do III rundy Wimbledonu, po wyeliminowaniu rozstawionych z numerem trzecim Hiszpanów Arilli i Gimeno. Z kolei w 1957 w turnieju gry mieszanej na Wimbledonie, mając za partnerkę Belgijkę Christiane Mercelis, doszedł Llamas do IV rundy, eliminując m.in. brytyjsko-polski duet Bea Walter i Czesław Spychała.

### Inne turnieje
W latach 50. i 60. Llamas miał okazję krzyżować rakiety z wieloma znakomitościami ówczesnego tenisa amatorskiego i odnotował wygrane nad szeregiem z nich, żeby wymienić Luisa Ayalę, Malcolma Andersona, Herberta Flama, Torbena Ulricha, Barry'ego MacKaya, Ulfa Schmidta, Mervyna Rose'a, Jana-Erika Lundqvista, Orlando Sirolę, Gardnara Mulloya, Jaroslava Drobnego, Rafaela Osunę. W narodowych mistrzostwach Meksyku w 1957 pokonał w półfinale Tomy'ego Palafoxa, a w finale Pancho Contrerasa. W 1958 doszedł do finału międzynarodowych mistrzostw Czechosłowacji, eliminując m.in. Sirolę i Schmidta i przegrywając z Pietrangelim. W tym samym roku był międzynarodowym mistrzem Argentyny (w półfinale pokonał Brazylijczyka Barnesa, a w finale Argentyńczyka Moreę) oraz wygrał turniej w San Remo, pokonując kolejno Davidsona, Nielsena i Skoneckiego. W 1960 w finale turnieju w Wenecji pokonał Drobnego, a w finale międzynarodowych mistrzostw Sycylii pokonał w pięciu setach Beppe Merlo.
Jednym z turniejów, na którym odnotował najwięcej sukcesów, były mistrzostwa panamerykańskie, których nie należy mylić z igrzyskami panamerykańskimi (w których Llamas również brał udział z powodzeniem). W 1954 pokonał na tym turnieju m.in. Bergelina, Seixasa i Larsena, dopiero w finale przegrał z Trabertem. W 1955 pokonał m.in. Andersona i Flama, w finale uległ Larsenowi. W 1956 jego finałowym pogromcą okazał się Szwed Davidson. W 1958 Llamas turniej wygrał (finał z Contrerasem), w 1959 tytuł obronił (finał z Tonym Palafoxem), a w 1961 odpadł w półfinale z Rodem Laverem .
W 1963 w finale igrzysk panamerykańskich w São Paulo uległ Ronaldowi Barnesowi. Osiem lat wcześniej na igrzyskach rozgrywanych w Meksyku zdobył złoto w grze podwójnej, partnerując Gustavo Palafoxowi. Wygrywał ponadto Llamas dwukrotnie igrzyska Ameryki Środkowej i Karaibów, w 1954 pokonując w finale rodaka Rafaela Ortegę, a w 1959 Pancho Contrerasa .